# Салма Хајек
Салма Хајек (енгл. Salma Hayek; Коацакоалкос, 2. септембар 1966) мексичка је глумицa.
Улога сликарке Фриде Кало у биографском филму Фрида (2002), који је такође продуцирала, учинио ју је првом мексичком глумицом која је номинована за Оскара за најбољу глумицу и додатно је зарадила номинације за награду Златни глобус, награду Удружења филмских глумаца и награду Британске академије. У наредним годинама, Хајек се више фокусирала на продукцију док је глумио у акционим сликама Било једном у Мексику (2003), После заласка сунца (2004) и Бандидас (2006). Даљи комерцијални успех постигла је комедијама Маторани (2010), Маторани 2 (2013) и; позајмила је глас за анимирани Мачак у чизмама (2011) и добила је признање критике за своје улогама у драмама нпр. Гучијеви (2021). Глумила је Ајака у филму Вечни (2021), који је постао њен најуспјешнији акциони филм.

## Биографија
Мајка јој је Мексиканка, док јој је отац либански имигрант. Одрасла је у католичкој породици, а у интернат „Луизијана“ послата је са само 12 година. Како је стално правила проблеме, Хајекова се враћа у Мексико, да би је коначно послали у Хјустон (Тексас) да живи са тетком, где је остала до своје 17. године. Касније се враћа у Мексико Сити, где студира на Одсеку за интернационалне комуникације. На незадовољство своје породице, одлучила је да одустане од студија и посвети се својој давно откривеној љубави — глумачком позиву.
Почиње у локалним позоришним продукцијама, а каријеру наставља на телевизији, где добија и главну улогу у популарној сапуници „Тереза“. Успех серије донео је Хајековој популарност у домовини, али у жељи за већом популарношћу шокирала је своје обожаваоце одласком из серије зарад каријере у Лос Анђелесу. Звезда сапунских опера у родном Мексику, Хајекова је ризиковала своју дотадашњу каријеру доласком у Лос Анђелес, где се борила да је схвате озбиљно. Сматра се да је Салма Хајек прва мексичка глумица која је постала холивудска звезда још од времена Долорес дел Рио.
Шансу јој је пружио Роберт Родригез улогом у филму "Десперадо“ (1995), којим је Хајекова стекла репутацију једне од најсексепилнијих а убрзо и најзапосленијих глумица Холивуда.

## Каријера
Њено прво појављивање на екрану било је у телевизијској серији Un Nuevo Amanecer (1988), која јој је донела награду за најбољу дебитантску глумицу. Телевиса је потом одабрала Хајек, која је тада имала 23 године, да игра главну улогу у Терези (1989–1991), успешној мексичкој теленовели која ју је учинила звездом у Мексику. Серија је трајала две године и 125 епизода и донела јој је награду 1990. за најбоље женско откриће. Одлучна да настави филмску каријеру у Холивуду, Хајек се преселила у Лос Анђелес 1991. Са ограниченим течним знањем енглеског и дислексијом, убрзо је уписала часове енглеског и студирала глуму код Стеле Адлер. Хајек се у почетку борила са недостатком понуда за глумачки посао након пресељења у Сједињене Државе, подсећајући да "није било индустрије или делова за латино жене", и једном је чак речено да ће њен акценат „натерати гледаоце да помисле на кућне помоћнице“.
Године 1994, Хајек је добила улогу Алме, сиромашне младе жене која постаје сексуална радница, у драми Хорхеа Фонса Алеја чуда, која је заснована на истоименом роману Египћанина Нагиба Махфуза из 1940-их. Филм је био предмет хваљења критике, наводно је освојио више награда него било који други филм у историји мексичке кинематографије, а Хајековој је донео номинацију за награду Ариел за најбољу глумицу.

## Филмографија
| Улоге Сaлме Хајек |                                |               |                          |          |
| Година            | Српски назив                   | Изворни назив | Улога                    | Напомена |
| 1993.             |                                |               | Гата                     |          |
| 1994.             |                                |               | Дона                     |          |
| 1995.             |                                |               | Алма                     |          |
| 1995.             | Десперадо                      |               | Каролина                 |          |
| 1995.             | Четири собе                    |               | играчица                 |          |
| 1995.             |                                |               | Рита                     |          |
| 1996.             |                                |               | -                        |          |
| 1996.             | Од сумрака до свитања          |               | Сантанико Пандемонијум   |          |
| 1996.             |                                |               | Кора                     |          |
| 1997.             |                                |               | Кармелита                |          |
| 1997.             | Не заљубљуј се на први поглед  |               | Исабел Фуентес Витман    |          |
| 1997.             |                                |               | Есмералда                |          |
| 1997.             |                                |               | Моника                   |          |
| 1998.             | 54                             |               | Анита Рандазо            |          |
| 1998.             |                                |               | Мери Кармен              |          |
| 1998.             | Факултет страха                |               | сестра Роса Харпер       |          |
| 1999.             | Догма                          |               |                          |          |
| 1999.             |                                |               | Хулија                   |          |
| 1999.             | Дивљи, дивљи запад             |               | Рита Ескобар             |          |
| 2000.             | Путеви дроге                   |               | Росарио                  |          |
| 2000.             | Тајмкод                        |               | Роуз                     |          |
| 2000.             |                                |               | Колко                    |          |
| 2000.             | Живот је један                 |               | Лола                     |          |
| 2001.             |                                |               |                          |          |
| 2001.             |                                |               | Минерва Мирабал          |          |
| 2002.             | Фрида                          |               | Фрида Кало               |          |
| 2003.             | Деца шпијуни: Игра је готова   |               |                          |          |
| 2003.             | Било једном у Мексику          |               | Каролина                 |          |
| 2004.             | После сумрака                  |               | Лола Кирило              |          |
| 2005.             |                                |               | Марија                   |          |
| 2006.             |                                |               | Сара Сандовал            |          |
| 2006.             |                                |               | Камила Лопез             |          |
| 2006.             |                                |               | Марта Бек                |          |
| 2010.             | Маторани                       |               | Roxanne Chase-Feder      |          |
| 2013.             | Маторани 2                     |               | Roxanne Chase-Feder      |          |
| 2016.             | Журка виршли                   |               | Тереза Тако (глас)       |          |
| 2017.             | Мафијашки телохранитељ         |               | Соња Кинкејд             |          |
| 2021.             | Телохранитељ мафијашеве жене   |               | Соња Кинкејд             |          |
| 2021.             | Вечни                          |               | Ајак                     |          |
| 2021.             | Гучијеви                       |               | Ђузепина „Пина” Ауријема |          |
| 2022.             | Мачак у чизмама: Последња жеља |               | Кити Мекошапић (глас)    |          |
| 2023.             | Чаробни Мајк: Последњи плес    |               | Максандра Мендоза        |          |

### Познати глумци са којима је сарађивала
- Џон Траволта (Lonely Hearts)
- Пенелопе Круз (Bandidas)
- Колин Фарел (Ask the Dust)
- Пирс Броснан (После заласка сунца)
- Вуди Харелсон (После заласка сунца)
- Антонио Бандерас (Било једном у Мексику, Деца шпијуни 3-Д, Фрида, Десперадо)
- Џони Деп (Било једном у Мексику)
- Ева Мендес (Било једном у Мексику)
- Силвестер Сталоне (Деца шпијуни 3-Д )
- Едвард Нортон (Фрида)
- Ешли Џад (Фрида)
- Кетрин Зита-Џоунс (Путеви дроге)
- Вил Смит (Дивљи, дивљи запад)
- Мет Дејмон (Догма)
- Адам Сандлер (Grown Ups 1, 2)